# Luis Marsans
Luis Marsans Julià (Barcelona, 31 de diciembre de 1930 – 16 de enero de 2015) fue un pintor español.
De su obra son especialmente conocidos sus cuadros de bibliotecas, fachadas de edificios, casas desaparecidas y bodegones, aunque también trabajó la figura, el paisaje y las flores. Marsans dibujó y pintó siempre en pequeño formato, con técnica mixta sobre papel, cartón o tabla.
El carácter realista de su pintura tiene un cariz mental que siempre alude al tiempo y la memoria. De hecho, uno de sus trabajos más destacados es la serie de dibujos y grabados inspirada por la obra de Marcel Proust, En busca del tiempo perdido.

## Biografía
Nació en Barcelona, en el seno de una familia burguesa. Hijo de José Marsans y Águeda Julià, fue el menor de dos hermanos. A consecuencia de la guerra civil española, la familia se trasladó a Francia. Luis pasó la mayor parte de su infancia en París.
Su padre se especializó en arbitraje bursátil y emigró a América para ejercer como agente financiero. En 1947, Luis, su madre y su hermano viajaron a México para reunirse con él. La intención era que la familia se estableciera allí, pero la mala relación del matrimonio lo hizo imposible. En los museos de Nueva York, antes del regreso de la madre y los dos hijos a Barcelona, Marsans descubrió el arte moderno.
En 1968 comienza su relación con Marta Navarro, con quien tuvo tres hijas: Alicia, Violeta y Lili.
A finales de los años setenta Marsans abrazó la fe católica ortodoxa.
Fue amigo de Juan Eduardo Cirlot, José Parrilla, Jesús de la Sota, Ramón Gaya y Xavier Valls. Su hija Alicia, también pintora, fue primero su alumna y después su compañera de trabajo.
En 2001, después del fallecimiento de Marta, Marsans se retira de la vida pública pero sigue trabajando en su casa-taller del barrio de Sarriá.
Marsans padeció el Síndrome de Charcot-Marie-Tooth. Falleció en Barcelona a los 84 años a causa de una afección pulmonar.
En 2010, su hija Violeta realizó el documental La sombra y la imagen, retrato y testimonio del artista.

## Trayectoria
Su temprano interés por el dibujo le llevó a contactar con Manuel del Arco, quien accedió a darle clases de caricatura en un café de Las Ramblas. A los 16 años expuso sus dibujos en la Librería Mediterránea.
En 1947, junto a Ismael Smith, descubrió el arte moderno en los museos de Nueva York. Fue precisamente Ismael Smith, que también era catalán, quien le llevó una noche al St. Regis Hotel para presentarle a Dalí. Años después, Marsans reconoció la importancia de aquel viaje: “La decisión de convertirme en pintor fue tomada en Nueva York”.
De regreso a Barcelona, estudió pintura en el taller de Ramón Rogent, donde conoció a Joan Ponç. Frecuentó el grupo Dau al Set. Atento espectador de todas las vanguardias, se interesó por el trabajo de Malevich, por el cubismo, el surrealismo y el De Stijl.
En 1953 viajó a Aix-en-Provence para conocer a Walter Gropius. El azar, siempre muy presente en su vida, hizo que visitara una importante exposición de Cézanne en el Musée Granet. Nunca conoció a Gropius, pero la exposición determinó un cambio de orientación en su trabajo. Al volver a Barcelona quemó todo lo que había pintado hasta entonces. De este sacrificio solo se salvó el cuadro La mano, que su amigo Juan Eduardo Cirlot incluye en la entrada Idealismo mágico del Diccionario de los ismos.
Tras este episodio, en talleres de restauración aprendió a elaborar los materiales del oficio (colas, pigmentos, barnices, etc.) y se centró en el aspecto físico de la pintura. “Buscaba una pintura sin materia, más plana, como la de los holandeses”.
A finales de los años cincuenta pasó los veranos y algún invierno en Cadaqués, donde frecuentó a Dalí, Man Ray, John Cage y Max Ernst, pero fue conocer a Marcel Duchamp lo que realmente le marcó. “Me sedujo la subversión de su actitud… Hasta llegar a confundirme en ella”. Más tarde, no obstante, lamentará ese “espejismo”: “Las ideas de Duchamp me impidieron pintar durante varios años”. En esta época, junto a un artista taiwanés, practicó la caligrafía china. Se adentró en la pintura abstracta y eso le llevó a interesarse por las matemáticas. Estudió la morfología y la combinatoria en busca de temas de abstracción pura.
En 1959 realizó la Suite Pacioli, cuyo título hace referencia al matemático renacentista Luca Pacioli. Se trata de una serie de figuras geométricas pintadas en trampantojo donde “intenta crear un nexo entre lo abstracto y lo real” y a la que denominará “su proceso postabstracto”. Paralelamente, dirige en la editorial RM la colección de libros de arte y poesía, y trabaja como grafista para José Antonio Coderch.
En 1964, conocer a Ramón Gaya, quien para Marsans “personificaba la herencia del realismo español”, le ayudó a depurar su concepción pictórica. Volvió a la figuración, pero a una figuración que no era de circunstancia, sino que procedía de una larga experiencia.
De 1966 a 1970 exploró el universo de En busca del tiempo perdido, la obra de Marcel Proust, en una serie de dibujos y grabados que expuso primero en la Galería Trece de Barcelona, y luego en la Maison de Balzac en París.
En 1980 expuso en la Galerie Jacob de París. Para entonces, su obra ya había alcanzado equilibrio y madurez propios. Dicho con palabras de Marc Fumaroli: “Tan vano es querer ser moderno como querer no serlo. Son dos formas de echar a perder su duración. Luis Marsans lo sabe. Él es de los que consiente en dejarse domesticar por el tiempo”. A partir de 1984, la Galerie Claude Bernard expone regularmente su obra en París y Nueva York. Sin embargo, la relación de Marsans con el mercado del arte estuvo siempre condicionada por la lentitud de su producción y el grado de su autoexigencia.
En 1995 el Ayuntamiento de Barcelona organizó una importante retrospectiva de su obra en el Palacio de la Virreina.

## El equívoco realista
Marsans no se sentía cómodo con la designación de pintor realista, y reivindicaba el origen abstracto de su pintura.  “Los cuadros de libros en la biblioteca empezaron siendo un juego de verticales”. Sus gustos literarios —Eliot, Rilke, Hofmennsthal— fueron el trasfondo de su pintura, pero su incursión en el mundo de Proust supuso una experiencia pictórica que le permitió recuperar las imágenes de su infancia en París y le llevó a definir su concepción del realismo: “Uno no puede pintar lo que ve, uno solo puede pintar lo que recuerda”.
Lo más intrigante de su obra quizá sea su habilidad para poner la técnica realista al servicio de imágenes interiores originales. Sus composiciones se rigen por una exactitud que él mismo calificó de “no matemática”. En los dibujos de las fachadas de Luis Marsans todas las perspectivas están falseadas, pero con una ínfima, una sensible y precisa falsedad. De sus bodegones, Marsans ha dicho: “No pinto bodegones, pretendo representar espacios en los cuales nuestra ausencia sea perceptible”.

## Exposiciones
- 1972 Galería Trece, Barcelona. Ilustraciones de la obra de Proust.
- 1978 Galería Trece, Barcelona. Suite Anonyme.
- 1980 Galerie Jacob, París.
- 1982 Maison de Balzac, París. Ilustraciones de la obra de Proust.
- 1984 Galerie Claude Bernard, París.
- 1985 Hirshhorn Museum and Sculpture Garden, Washington. Colectiva. Representation Abroad.
- 1986 Claude Bernard Gallery, New York.
- 1988 FIAC, París. Galerie Claude Bernard.
- 1989 Centro de Exposiciones y Congresos, Zaragoza.
- 1989 ARCO, Madrid. Galerie Claude Bernard.
- 1993 FIAC, París. Galerie Claude Bernard.
- 1995 Palau de la Virreina, Barcelona. Retrospectiva. Del concepte a la representació.
- 1997 Galería Leandro Navarro, Madrid.
- 1997 Sala d’Art Artur Ramón, Barcelona.
- 1999 Galerie Claude Bernard, París.
- 1999 Centre d’Art Santa Mònica, Barcelona. Colectiva. Realisme a Catalunya.
- 2002 Galería Leandro Navarro, Madrid.
- 2003 Fundación Rodríguez Acosta, Granada. La música de la pintura.
- 2009 Artur Ramon Art, Barcelona.
- 2007 Panorama Museum, Bad Frankenhausen. Colectiva. Realismo contemporáneo en España.
- 2007 Galería Leandro Navarro, Madrid.
- 2013 Fundació Vila Casas, Barcelona. Antológica. La imatge apareguda.
- 2016 Museo Ramón Gaya, Murcia. Flores.
- 2017 A34, Barcelona. En busca del tiempo perdido.
- 2018 Facultad de Bellas Artes de la Universidad de Barcelona.
- 2019 Propriété Caillebotte, Yerres. Le temps suspendu.
- 2022 Fundació Vila Casas, Barcelona. De Proust a Marsans.